# Normethik
Als Normethik werden ethische Theorien bezeichnet, die Sollenssätze anhand materialer Normen auszuprägen und zu begründen suchen. Einfache Beispiele sind etwa „Du sollst Ertrinkende retten“ oder „Du sollst nicht töten“. Üblicherweise fordert man weitere Qualifikationen, etwa „… sofern Du dabei nicht selbst übermäßig zu Schaden kommst“ und dergleichen. Am typischsten hierfür sind nicht-konsequentialistische deontologische Ethiken.
Als Gegenteil der Normethik sind insbesondere Tugendethik und auch Glücksethik zu betrachten oder sonstige schwächere ethische Theorieformen, etwa einer sogenannten Situationsethik, einer narrativen Ethik oder Modellethik.
Nach älterer Konzeptionen kann auch eine Seinsethik, die menschliches Handeln auf ontologische Vorgaben orientiert, in Gegensatz zur normethischen Sollensethik treten.